# Pseudocyclosorus canus
Pseudocyclosorus canus là một loài thực vật có mạch trong họ Thelypteridaceae. Loài này được (Baker) Holttum & J.W. Grimes miêu tả khoa học đầu tiên năm 1980.